# Cleonymus collaris
Cleonymus collaris is een vliesvleugelig insect uit de familie Pteromalidae. De wetenschappelijke naam is voor het eerst geldig gepubliceerd in 1851 door Spinola.